# Kreatin
Kreatin  Arhivirana inačica izvorne stranice od 22. kolovoza 2018. (Wayback Machine) je organski spoj koji sadrži dušik, u tijelu kralješnjaka sudjeluje u opskrbi mišića energijom. Spoj je 1832. g. u poprečnoprugastim mišićima otkrio Michel Eugène Chevreul.
Kod ljudi i životinja, oko polovine kreatina potječe iz hrane (najviše svježeg mesa, jer povrće ne sadrži kreatin). Kod ljudi se oko polovine kreatina biosintetizira iz tri različite aminokiseline: arginina, glicina, metionina. Oko 95 % kreatina se pohranjuje u poprečnoprugastim mišićima.